# Litsea pungens
Litsea pungens Hemsl. – gatunek rośliny z rodziny wawrzynowatych (Lauraceae Juss.). Występuje naturalnie w północnej Tajlandii oraz południowych i wschodnich Chinach (w prowincjach Gansu, Kuejczou, Henan, Hubei, Hunan, Shaanxi, Syczuan, Junnan, w południowej części Shanxi, północnej części Guangdong i południowej części Zhejiang oraz w regionach autonomicznych Tybet i Kuangsi). 

## Morfologia
PokrójZrzucające liście drzewo dorastające do 10 m wysokości. Młode pędy są owłosione.
LiścieNaprzemianległe lub zebrane na końcach gałęzi. Mają kształt od lancetowatego do odwrotnie jajowato lancetowatego. Mierzą 4–15 cm długości oraz 2,5–5 cm szerokości. Nasada liścia jest klinowa. Blaszka liściowa jest o ostrym wierzchołku. Ogonek liściowy jest mniej lub bardziej owłosiony i dorasta do 10–20 mm długości.
KwiatySą niepozorne, jednopłciowe, zebrane po 8–12 w baldachy, rozwijają się w kątach pędów. Okwiat jest zbudowany z 6 listków o odwrotnie jajowatym kształcie i żółtej barwie. Kwiaty męskie mają 9–12 pręcików.
OwoceMają kulisty kształt, osiągają 7–10 mm średnicy, mają czarnoniebieskawą barwę.

## Biologia i ekologia
Roślina dwupienna. Rośnie w lasach. Występuje na wysokości od 800 do 2300 m n.p.m. Kwitnie od marca do maja, natomiast owoce dojrzewają od lipca do września.